# Alejandro Montecchia
Alejandro Montecchia (1 de janeiro de 1972) é um basquetebolista profissional argentino. foi campeão olímpico com a Seleção Argentina de Basquetebol.